# Atchi kotchi
Atchi kotchi (あっちこっち? lett. "qui e li") è un manga yonkoma scritto e disegnato da Ishiki e adattato dalla AIC in una serie televisiva anime che è stata trasmessa in Giappone dal 5 aprile al 21 giugno 2012.

## Trama
La seriosa Tsumiki e l'innocente Io vorrebbero non essere mai divisi, benché effettivamente non siano ancora diventati una coppia. Più che amici ma meno che innamorati, i due ragazzi hanno sviluppato una goffa quasi-relazione. La serie ruota intorno alla loro vita quotidiana ed a quella dei molti amici che li circondano e che tentano in tutti i modi di far progredire il loro complicato rapporto, spesso arrivando a risultati imprevisti.

## Personaggi
Tsumiki Miniwa (御庭 つみき?, Miniwa Tsumiki)
Doppiata da: Rumi Ōkubo
La protagonista femminile. Molto più bassa rispetto ai suoi compagni e dotata di un atteggiamento fortemente tsundere, ha una cotta per Io. Ogni volta che Io dà una pacca sulla testa a Tsumiki o vede qualcosa che le piace, la sua forma cambia ed i capelli assumono la forma di orecchie di gatto.
Io Otonashi (音無 伊御?, Otonashi Io)
Doppiato da: Nobuhiko Okamoto
Il protagonista maschile. Piuttosto sveglio, dotato di buon cuore, è del tutto ignaro che Tsumiki ha una cotta per lui, benché anche lui abbia sviluppato dei forti sentimenti nei confronti dell'amica.
Mayoi Katase (片瀬 真宵?, Katase Mayoi)
Doppiata da: Hitomi Nabatame
Insieme a Sakaki, fa parte del duo dei burloni nel suo gruppo di amici. Molto esperta nel campo dell'elettronica, ama stuzzicare Tsumiki, subendone spesso le tremende conseguenze.
Sakaki Inui (戌井 榊?, Inui Sakaki)
Doppiato da: Shintarō Asanuma
Insieme a Mayoi, fa parte del duo dei burloni nel suo gruppo di amici. Sua sorella possiede una pasticcera dove lui ed Io lavorano.
Hime Haruno (春野 姫?, Haruno Hime)
Doppiata da: Kaori Fukuhara
Ragazza goffa e svampita, dotata di una personalità molto ingenua. Perde facilmente il sangue dal naso quando vede romanticismo.

## Media

### Manga
Il manga yonkoma Atchi kotchi di Ishiki ha iniziato ad essere serializzato sulla rivista Manga Time Kirara della Hōbunsha nel 2006. Ad oggi sono stati resi disponibili otto volumi tankōbon.

### Anime
Una serie televisiva anime adattata sul manga è stata prodotto dalla AIC, ed è iniziata in Giappone il 5 aprile 2012.

#### Episodi
| Nº | Giapponese 「Kanji」 - Rōmaji                                                                 | In onda        | In onda |
| Nº | Giapponese 「Kanji」 - Rōmaji                                                                 | Giapponese     |         |
| 1  | 「あっち⇔こっち」 - Acchi ⇔ kocchi                                                            | 5 aprile 2012  |         |
| 2  | 「美味しいケーキと⇔ばれんたいんリップ」 - Oishī kēki to ⇔ barentain rippu                     | 12 aprile 2012 |         |
| 3  | 「無情なる雪合戦VS⇔調理実習(燃)」 - Mujōnaru yukigassen VS ⇔ chōri jisshū (moe)               | 19 aprile 2012 |         |
| 4  | 「つかまえたいの⇔恋のドナドナ」 - Tsukamaetai no ⇔ koi no dona dona                           | 26 aprile 2012 |         |
| 5  | 「アタック！⇔にゃんばーにゃん！」 - Atakku! ⇔ Nyanba ̄ nyan!                                   | 3 maggio 2012  |         |
| 6  | 「プールとYシャツと⇔宿題」 - Pūru to waishatsu to ⇔ shukudai                                  | 10 maggio 2012 |         |
| 7  | 「山だ！川だ！⇔バーベキュー」 - Yamada! Kawada! ⇔ Bābekyū                                     | 17 maggio 2012 |         |
| 8  | 「宿題の夏⇔祭りの夏」 - Shukudai no natsu ⇔ matsuri no natsu                                  | 24 maggio 2012 |         |
| 9  | 「ワタシを包んで！⇔恋とロマンの文化祭」 - Watashi o tsutsunde! ⇔ Koi to roman no bunkamatsuri | 31 maggio 2012 |         |
| 10 | 「くまエンカウント⇔ラブリマス」 - Kuma enkaunto ⇔ raburimasu                                  | 7 giugno 2012  |         |
| 11 | 「今年もよろしく⇔もっちーげーむ」 - Kotoshimoyoroshiku ⇔ mo~tsu chigemu                       | 14 giugno 2012 |         |
| 12 | 「甘い宝石⇔チョコバーリトゥード」 - Amai hōseki ⇔ chokobārito~ūdo                             | 21 giugno 2012 |         |

#### Colonna sonora
Sigla di apertura
- Acchi de Kocchi de (あっちでこっちで?) cantata da Acchi⇔Kocchi

Sigla di chiusura
- Te o Gyuushite ne (手をギュしてね?) cantata da Rumi Ookubo